# Hotel Deutsche Eiche

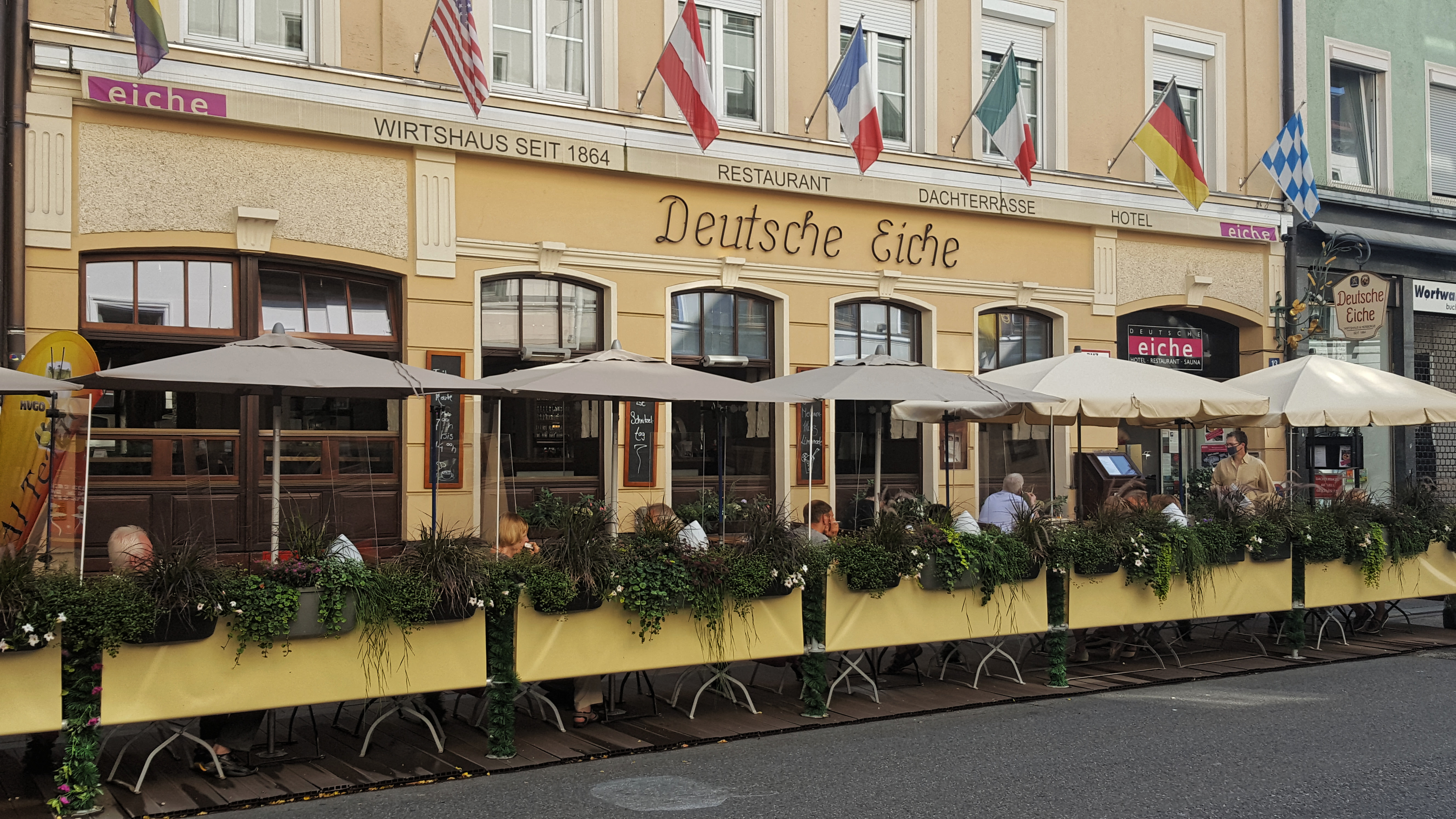
Hotel Deutsche Eiche, 2020

Das Hotel Deutsche Eiche im Gärtnerplatzviertel von München ist eine alte Traditionsgaststätte. Sie gilt als einer der ältesten Treffpunkte der homosexuellen Szene Münchens.

## Geschichte

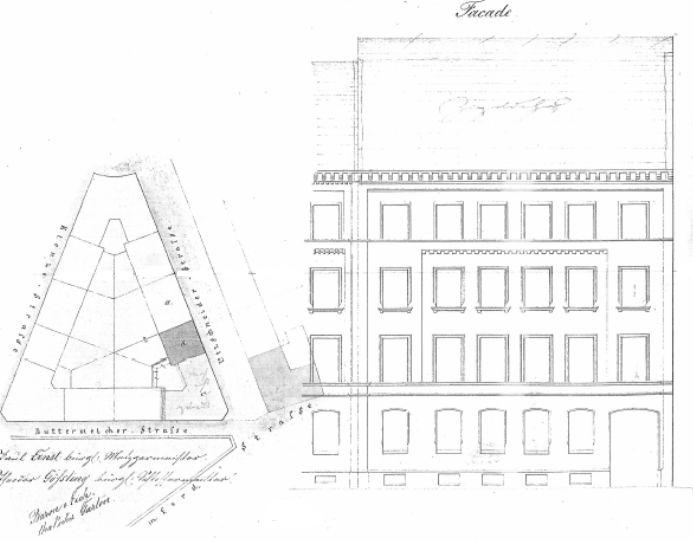
Bauantrag für das Anwesen Utzschneiderstraße, heute Reichenbachstr. 13 (Ausschnitt)

Das Haus an der damaligen Utzschneiderstraße wurde 1862 vom Schlossermeister Theodor Gößling als dreistöckiges Gebäude errichtet, als eines der ersten Häuser des entstehenden Gärtnerplatzviertels. Später hatte das Gebäude zunächst die Adresse Reichenbachstraße 2, der Durchbruch der Straße bis zum Viktualienmarkt erfolgte erst viel später, ab 1917 ist die Hausnummer 13 nachweisbar. Ehemals eigenständiges Viertel gehört das Gärtnerplatzviertel zusammen mit Glockenbach-, Dreimühlenviertel und Ludwigsvorstadt heute zum Stadtbezirk Ludwigsvorstadt-Isarvorstadt.
Eine Schänke gab es in der Reichenbachstraße 2 wohl von Anfang an, ab 1872 taucht der Name Deutsche Eiche auf, 1882 ist eine Konzession urkundlich nachweisbar.
Die „Deutsche Eiche“ wurde nach dem gewonnenen Deutsch-Französischen Krieg damals nach dem alten germanischen Symbol für Stärke und Ewigkeit häufig verwendet und sollte Nationalstolz, Recht und Ordnung demonstrieren. Aus nationalem Stolz wurden überall Gaststätten und Pensionen in „Deutsche Eiche“ umbenannt. Allein in München gab es noch 1993 fünf „Deutsche Eichen“, bis ca.  Mitte 2024 existiert in Lochhausen der 1899 gegründete Landgasthof Deutsche Eiche.

### Familie Reichenbach
Im Jahre 1896 kaufte Emil Reichenbach das Haus und betrieb die Wirtschaft mit seiner Frau Apollonia, die Wohnungen darüber wurden vermietet, im obersten Stockwerk als Einzelzimmer für die Angestellten.
Ob die Reichenbachs wegen des Straßennamens das Objekt erwarben, ist nicht bekannt. Da viele Häuser in der Nähe von Metzgern gekauft wurden, war das Motiv zum Kauf wohl eher die Nähe zum neu geschaffenen Schlachthof. Von dort kamen auch viele Gäste ins Wirtshaus, aber auch Leute von der Großmarkthalle, Tänzer vom Gärtnerplatztheater und Prostituierte. Im 2. Stock herrschte eine Zuhälterin namens „Napoleon“, „Nappi“ genannt. In den Jahren 1921 bis 1923 soll auch Adolf Hitler gern dort verkehrt haben, wie es hieß, wegen der Tänzer des Gärtnerplatztheaters. Die NSDAP-Zentrale war damals in der nahen Corneliusstraße 12.

München, Deutsche Eiche, 1935

Auf Emil Reichenbach folgte Sohn Emil, verheiratet mit Babette. In der dritten Generation folgte wieder ein Emil, verheiratet mit Antonia, genannt „Toni“. Dessen Schwester Eleonore, genannt „Ella“ († 1982), führte in den Kriegsjahren mit Schwägerin Toni Gasthaus und Pension, verbunden mit Schwarzmarkt, weshalb einmal eine Gefängnisstrafe verhängt wurde. Kurz nach Kriegsende 1945 wurde Ella dann Pächterin.
Ellas Tochter Sonja Reichenbach-Neudorfer leitete den Betrieb nach deren Tod bis 1995 als letzte Wirtin aus der Reichenbach-Familie.
Anfang der 1930er Jahre veräußerte die Familie im Zuge einer Erbauseinandersetzung die Immobilie an die Löwenbräu-AG, dies verbunden mit einem eigentlich unkündbaren Pachtvertrag für das Gebäude samt Gewerbebetrieb.
1928 gelang es, mit zwei Fremdenzimmern den Grundstock für einen einfachen Beherbergungsbetrieb zu legen.
1944 zerstörte eine Fliegerbombe das oberste Stockwerk des Hauses und brannte durch bis zum ersten Stock.

### Nachkriegszeit
In der Nachkriegszeit versammelten sich in dem als urig beschriebenen Wirtshaus immer mehr Künstler, Dekorateure und buntes Volk, das Lokal galt bald auch als „Schwulen-Treff“. Die damalige Wirtin Ella Reichenbach empörte sich: „So ein Schmarrn, was die da schreiben! Bei mir verkehren 90% Künstler und 10% von Frauen enttäuschte Männer!“ Am 9. November 1971 wurde im Wirtshaus die erste Homosexuellen-Gruppe Münchens gegründet, die HAG (Homosexuelle Aktions-Gruppe München), später HAM-Teestube, die bis 1980 bestand. Das fünfzigjährige Gründungsjubiläum wurde 2021 ebenfalls hier mit einem Festakt gewürdigt.
Das Hotel hatte inzwischen 25 Zimmer, allerdings ohne jeglichen Komfort. Bad und Toilette mussten mit anderen Hotelgästen geteilt werden. Dieser niedrige Standard hielt sich bis in die 1990er Jahre.
1947 wurde das Vordergebäude durch ein ausgebautes Dachgeschoss erweitert.

### Abstieg und Neuanfang
Mitte der 1980er begann der Abstieg des Lokals. Das Viertel rundherum wurde schicker und damit die Mieten höher; die Küche sollte auf behördliche Weisung modernisiert werden, was zu gestiegenen Preisen geführt hätte. Seniorchefin Ella war verstorben, der Pachtvertrag sollte gekündigt werden und ab 1993 das Gebäude von der Eigentümerin Monachia Grundstücks-AG entkernt und anschließend als Bürohaus gewerblich genutzt werden. Darauf kam es zu weltweiten Protesten, es gab Hilfsangebote bis aus den USA.
Die Gebäudeigentümerin wollte die Immobilie daraufhin schnell abstoßen. Ab Dezember 1993 hießen die neuen Eigentümer Nikolaus „Nicki“ Holzapfel (1931–1993), dessen Sohn Dietmar Holzapfel – der auch Mitglied der Rosa Liste München ist – und sein Partner Josef „Sepp“ Sattler.

## Ein traditioneller Künstler-Treff

Deutsche Eiche, Fasching 1961
Wirtinnen Ella und Toni Reichenbach

Seit den 1950er-Jahren besuchten immer mehr Tänzer aus dem nahen Gärtnerplatztheater das Lokal. Diese verdienten nicht besonders gut, schätzten die günstige Wirtschaft und bekamen auch schon mal eine Suppe oder ein Glas Wein umsonst. Als Dank bekamen die Wirtinnen öfter Theaterkarten, bald wurden Premierenfeiern in die Eiche verlegt. Der Tänzer Ernst Craemer ersann die Idee, eine Faschingsfeier zu veranstalten, die bald zur Institution wurde. Es wurden Parodien mit den beiden Wirtinnen Ella und Toni als Hauptfiguren inszeniert. Noch heute gibt es Ende Januar und am Faschingsdienstag große Feste, jetzt aber auch als Straßenfest mit Prämierung der tollsten Kostüme.
So wurde das Lokal vor allem am Abend zu einem Treffpunkt für Kulturschaffende und Lebenskünstler.
In den 1960er-Jahren kam John Cranko, weltberühmter Ballettchoreograf, nach München. Auch er feierte mit seinen Kollegen vom Nationaltheater lieber in der Eiche.

Freddie Mercury und Barbara Valentin in der Deutschen Eiche (1980)

Am 24. Oktober 1968 hatte das Musical Hair in München seine deutsche Erstaufführung. Die Sängerin LaDonna Adrian Gaines verliebte sich hier in den österreichischen Zahnarzt Sommer, bekam von ihm Tochter Mimi, nannte sich fortan Donna Summer und lebte mit dem Baby im 5. Stock der Eiche. Mit der Musical-Truppe konnte sie wegen ihres Kindes nicht weiterziehen. Sie jobbte im „Why not“ in der  Herrnstraße 30, wo sie von Giorgio Moroder entdeckt wurde, der sie mit Love To Love You Baby zum Weltstar machte.
Ab 1974 wurde das Lokal dann zum „zweiten Wohnzimmer“ von Rainer Werner Fassbinder. Hier wurden von da an rauschende Filmfeste gefeiert.
Um seinem Stammlokal möglichst nahe zu sein, bezog Fassbinder mit seiner großen Liebe, dem Schankkellner und Metzgergesellen  Armin Meier, eine Wohnung gegenüber in der Reichenbachstraße 12, heute Büro der Eiche.
Auch in mehreren Filmen Fassbinders kommt sein Stammlokal vor, so wurde eine Szene des Films Lola dort gedreht, und die Wirtin Sonja Reichenbach-Neudorfer bekam in einigen Filmen kleine Rollen. Auch Szenen aus dem Film Satansbraten mit Kurt Raab spielen in der Eiche. In Fassbinders Wohnung entstand sein Beitrag zu Deutschland im Herbst. 

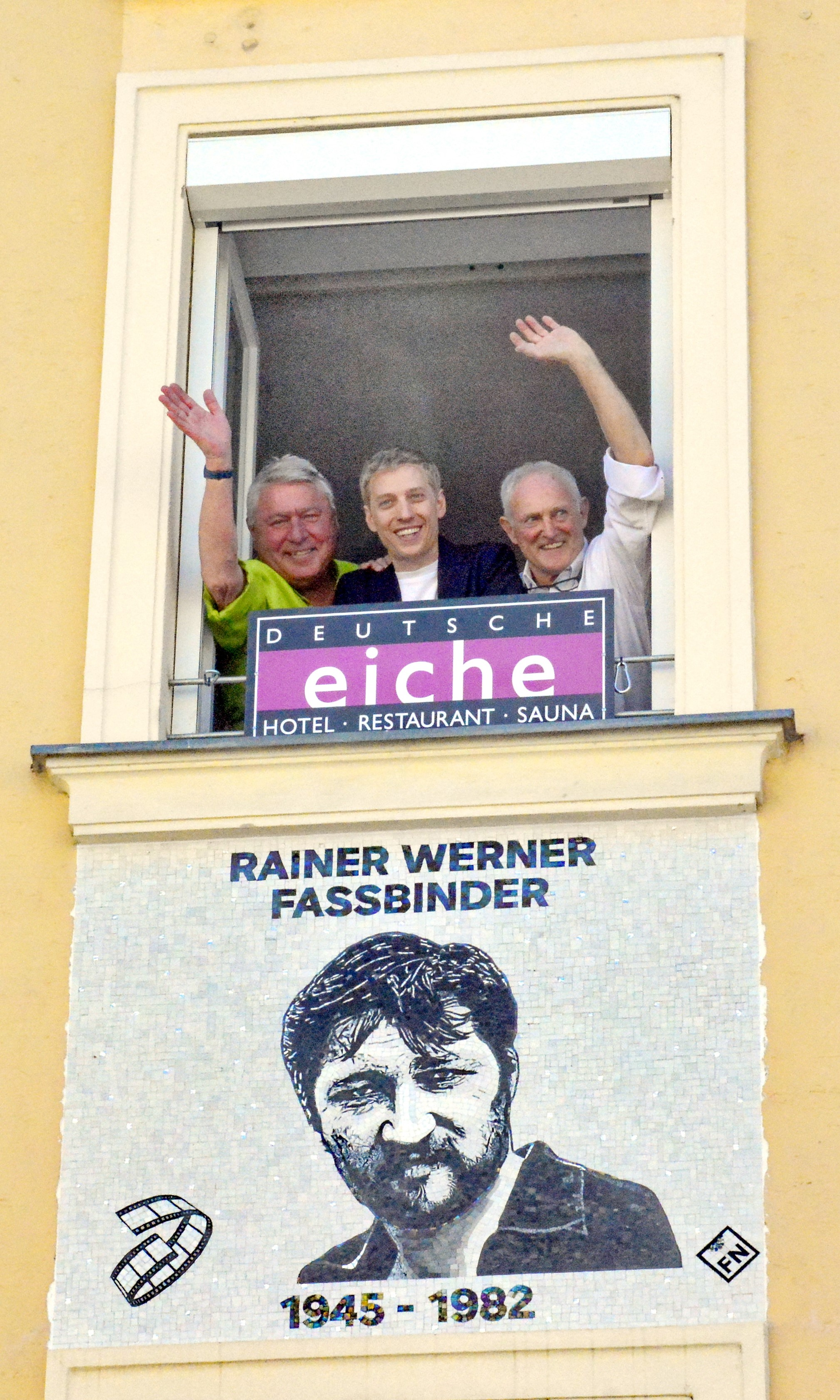
Mosaik zu Ehren von Rainer Werner Fassbinder (2025)

 Anlässlich des 80. Geburtstags von Fassbinder wurde ihm zu Ehren am 31. Mai 2025 ein Mosaik des Künstlers Franco Notonica an der Fassade enthüllt.

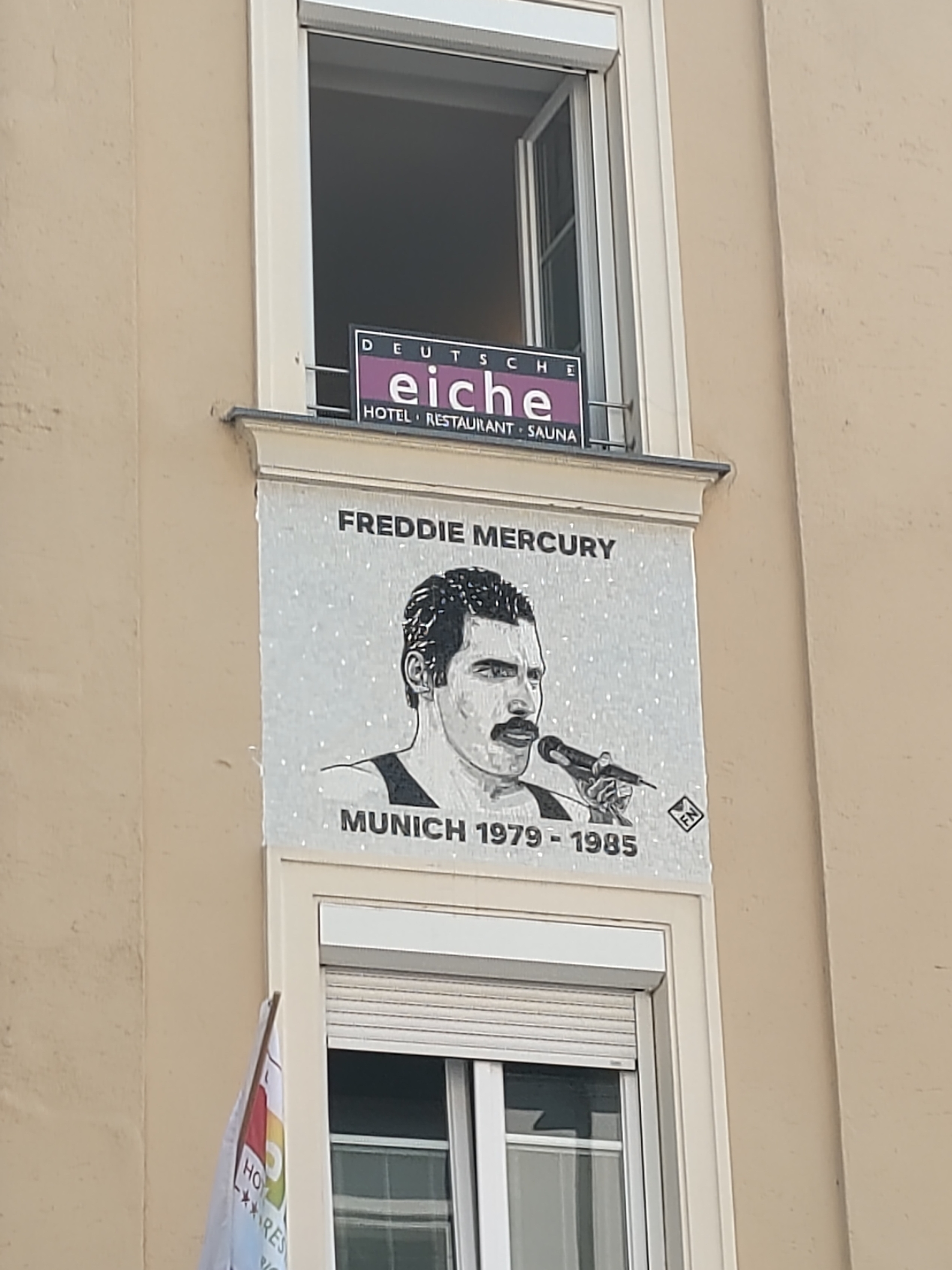
Freddie-Mercury-Mosaik an der Fassade der Deutschen Eiche (2024)

Seit 1979 lebte Freddie Mercury („Queen“) in München und war Gast in der Eiche. In den sechs Jahren in München entstanden sechs Alben, solo und mit „Queen“. Der große Star ist auch ein trauriges Symbol für eine damals neuartige, sich epidemisch verbreitende Krankheit: Aids, Mercury starb daran 1991. Zu Ehren Mercurys wurde 2024 ein Mosaik des Künstlers Franco Notonica mit seinem Konterfei an der Fassade der Deutschen Eiche enthüllt.
Aber es gab – von den Wirtinnen abgesehen – immer auch bekannte Künstlerinnen, die sich in der Eiche wohlfühlten, z. B. Margot Werner, Elisabeth Volkmann und Barbara Valentin.

## Gegenwart
Ab 1995 wurde das Gebäude von den neuen Eigentümern Stück für Stück renoviert und umgebaut, 1996 wurden die Hotelzimmer renoviert und 1998 das Restaurant. Das Hotel wurde Designer-Hotel (Eigenbezeichnung) und ist seit 1999 als ★★★ Superior klassifiziert.
Wie die Gesellschaft, so hat sich auch die Klientel des Hauses geändert: neben Schwulen logieren auch Lesben, Bisexuelle, Transgender und Heterosexuelle dort. So war Nobelpreisträger Günter Grass unter den Gästen, aber auch Jean Paul Gaultier, der Autor Frank Schätzing mit Frau, Ulli Lommel sowie Ralph Morgenstern, Thomas Hermanns, Nastassja Kinski, Ireen Sheer und viele andere.
Der Betrieb wird heute von der Deutsche Eiche Gärtnerplatz GmbH – Betrieb von Freizeiteinrichtungen geführt, deren Geschäftsführer ist Roger Holzapfel-Barta, Adoptivsohn von Dietmar Holzapfel und Sepp Sattler.

### Badehaus
Ab 1995 entstand in zwei Rückgebäuden das erste Badehaus nur für Männer. Das Badehaus erstreckt sich heute auf rund 2000 Quadratmetern über fünf Grundstücke und insgesamt vier Stockwerke. Unter anderem verfügt es über ein Dampfbad mit fünf Räumen, zwei finnische Saunen und einen großen Whirlpool, Massageräume, Ruheräume sowie eine Gastronomiefläche und Cruising-Areas. Neu entstehen gerade ein Hamam und eine Schaumparty-Location. Nach Einschätzung des Betreibers besuchten – vor Ausbruch der COVID-19-Pandemie in Deutschland – über 10.000 männliche Gäste monatlich das Badehaus.

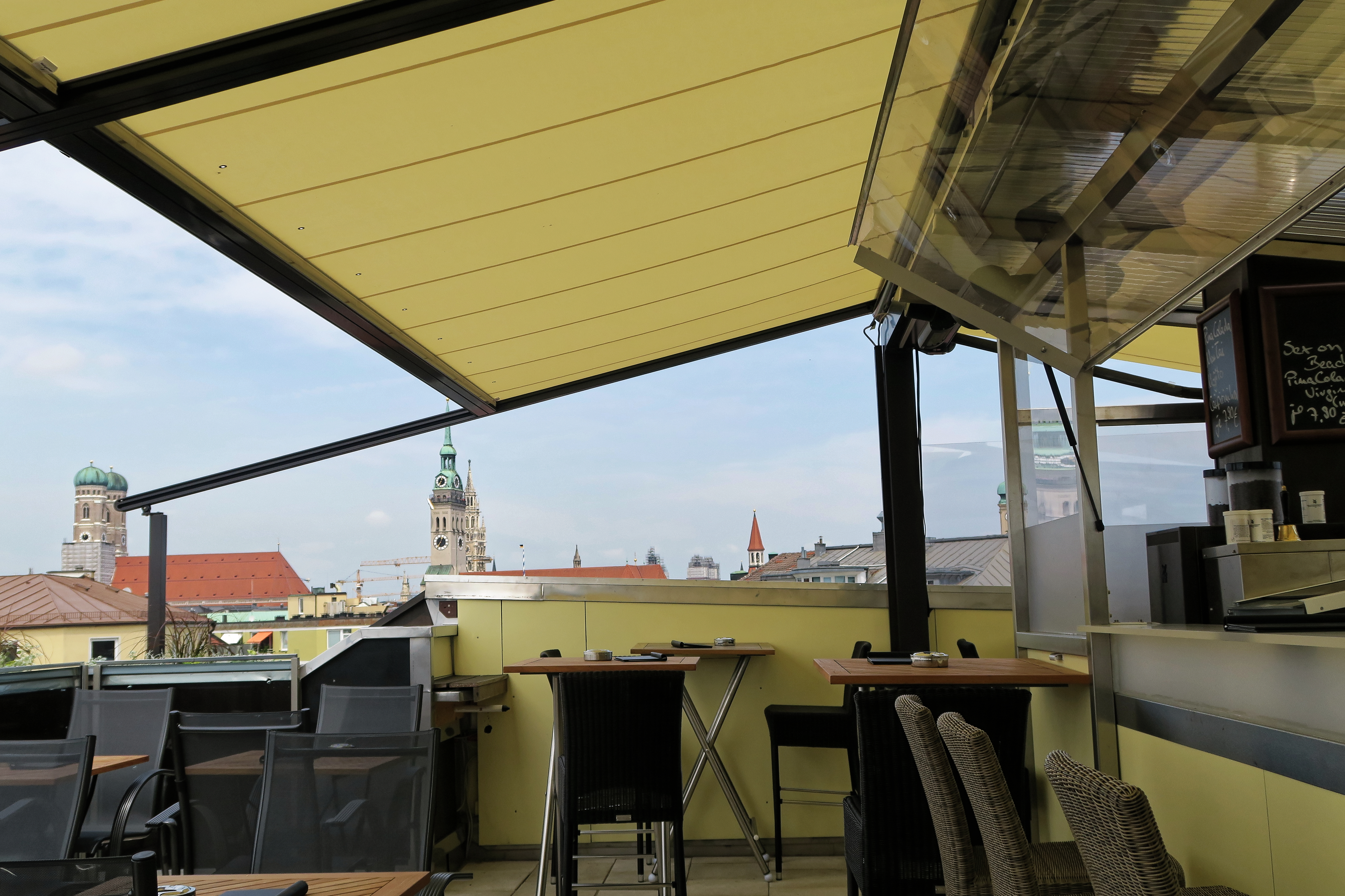
Blick von der Dachterrasse der Deutschen Eiche

### Dachterrasse
Nach mehrjährigen Auseinandersetzungen mit den Genehmigungsbehörden wurde 2021 die Dachterrasse im 6. OG des Hotelgebäudes genehmigt, nachdem sie fast zehn Jahre nur geduldet war. Fast täglich enden hier auch Stadtführungen verschiedener Institutionen.
Das Landesdenkmalschutzamt hatte in der Baumaßnahme einen „verheerenden Einschnitt ins Gärtnerplatz-Ensemble“ gesehen, dieser Argumentation schloss sich die Baubehörde letztlich nicht an.

### Kultursponsoring
Die Betreiber der Eiche stifteten 1998 das von Friedrich Brugger 1867 geschaffene Leo-von-Klenze-Denkmal am Gärtnerplatz, nachdem mit einer „Kopfgeldprämie“ das Gips-Modell der Büste in einem städtischen Steinlager gefunden worden war.
Mit dem Verein „König-Ludwig II-Denkmal e. V.“ setzen sich die Betreiber für die Wiedererrichtung des Denkmals für König Ludwig II. auf der Corneliusbrücke ein, aber als „romantisierende Ruine“. Der Baubeginn ist für 2026 vorgesehen.